# Carinina grata
Carinina grata är en djurart som tillhör fylumet slemmaskar, och som beskrevs av Ambrosius Arnold Willem Hubrecht 1887. Carinina grata ingår i släktet Carinina och familjen Tubulanidae. Inga underarter finns listade i Catalogue of Life.